# Joachim Lorenz
| 149955 Maron | 9 ottobre 2005 |

Joachim Lorenz (...) è un astronomo amatoriale tedesco.
Il Minor Planet Center gli accredita la scoperta di quattro asteroidi, effettuate tra il 2004 e il 2005.